# Natalia Zaracho
Natalia Beatriz Zaracho (Villa Fiorito, 5 de julio de 1989) es una activista y política argentina del Frente Patria Grande, que se desempeña como diputada nacional por la provincia de Buenos Aires desde 2021. 

## Biografía

### Primeros años
Nacida en julio de 1989, creció en Villa Fiorito (partido de Lomas de Zamora), una localidad del conurbano bonaerense.
En medio de la crisis económica argentina de 1998-2002, a sus 12 años tuvo que abandonar la escuela para cuidar a sus hermanos y a los 14 años comenzó a trabajar como cartonera junto a su familia en la Ciudad de Buenos Aires. Cuando tenía 25 años, se unió al Movimiento de Trabajadores Excluidos (MTE), que buscaba agruparse y luchar por las demandas de los trabajadores del sector informal. Luego pasaría a formar parte del Frente Patria Grande, liderado por Juan Grabois.

### Carrera política

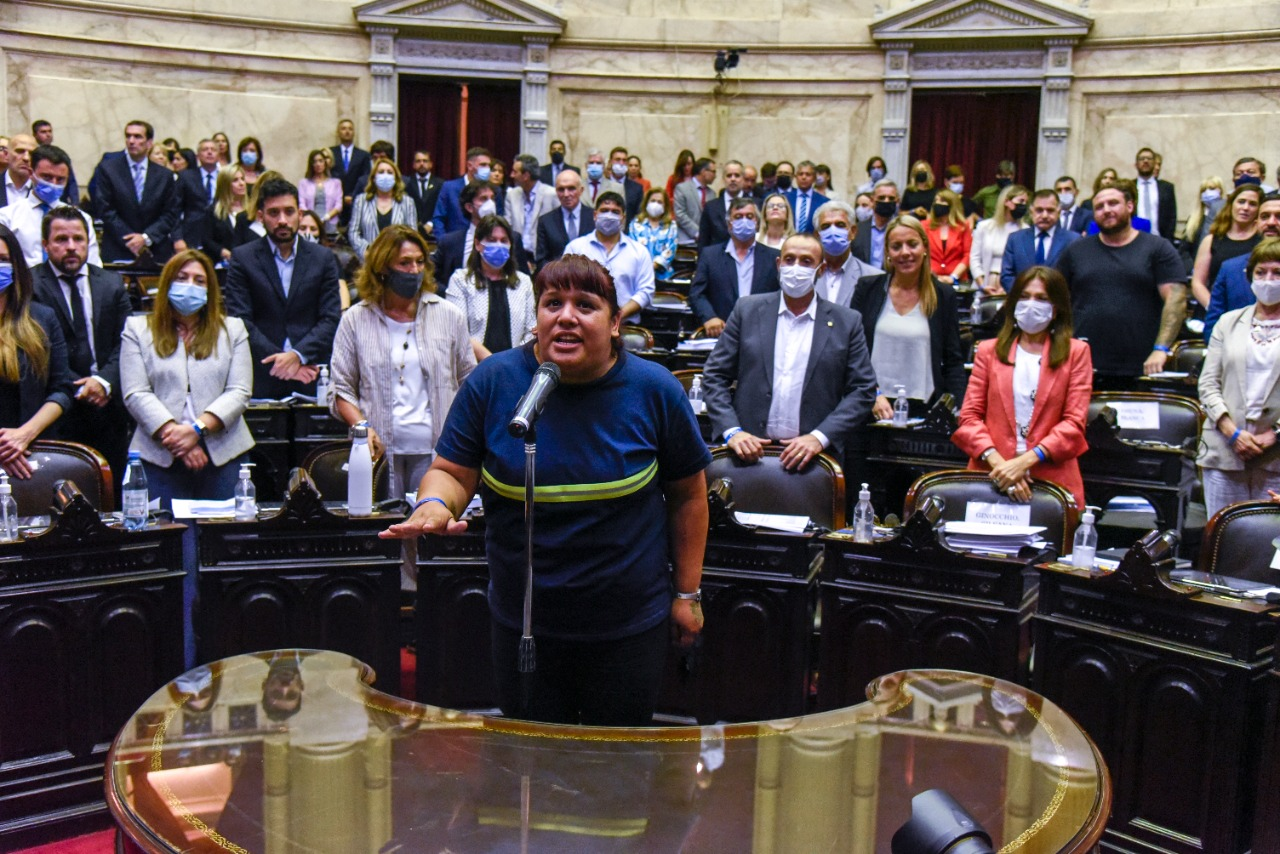
Zaracho jurando como diputada el 16 de diciembre de 2021

En las elecciones generales de 2019, con el Frente Patria Grande como parte de la coalición más amplia del Frente de Todos (FDT), Zaracho se postuló a una banca en la Cámara de Diputados de la Nación como la candidata número 26 en la lista del Frente de Todos en la provincia de Buenos Aires. La lista recibió el 52,64% de los votos y no fue suficiente para que Zaracho superara el recorte del sistema D'Hondt.
En 2021, la diputada del FDT, Daniela Vilar, renunció a su banca para asumir el cargo de ministra de Gobierno en la provincia de Buenos Aires. Zaracho fue convocada para sucederla y completar el mandato hasta diciembre de 2023, asumiendo como diputada el 16 de diciembre de 2021. Los medios de comunicación nacionales la destacaron como «la primera legisladora cartonera». Durante su asunción prestó juramento «por la patria cartonera y por la lucha de los pobres», mientras vestía su uniforme de recolectora. Anunció que buscará implementar la renta básica universal, señalando deficiencias en la asignación universal por hijo (AUH) y otros programas de asistencia social similares introducidos durante los gobiernos de Néstor Kirchner y Cristina Fernández de Kirchner.
En febrero de 2023 la diputada pasó unas horas detenidas hasta ser liberada ya que Zaracho se interpuso en un presunto hecho de brutalidad policíaca, donde efectivos de la policía estaban golpeando a un menor en Villa Fiorito. La diputada declaró que "Nunca no voy a intervenir si veo que la policía le pega patadas en la cabeza a un pibe de 14 años".